# 中富蘭克林西 (緬因州)
中富蘭克林西（英語：West Central Franklin）是位於美國緬因州富蘭克林縣的一個未組織地區。

## 地方資料
中富蘭克林西的面積為271.20平方千米，當中陸地面積為269.30平方千米，而水域面積為1.90平方千米。根據2010年美國人口普查的數據，當地共有人口1人，而人口密度為每平方千米0人。